# Thomas Brassey, II conte Brassey
Thomas Brassey, II conte Brassey, noto anche con il titolo di visconte Hythe tra il 1911 e il 1918 (Hollington, 7 marzo 1863 – Westminster, 12 novembre 1919), è stato un nobile, editore, militare, politico e dirigente d'azienda inglese che fu per molti anni editore del Brassey's Naval Annual.

## Biografia
Figlio unico di Thomas Brassey, I conte Brassey e della sua prima moglie Anna, figlia di John Allnutt, studiò all'Eton College di Eton e al Balliol College di Oxford.
Dal 1888 al 1892 Brassey ricoprì il grado di tenente di vascello onorario nella London Brigade dei Royal Naval Artillery Volunteers; svolse inoltre il ruolo di assistente segretario privato per il conte Spencer durante il suo mandato come primo lord dell'ammiragliato tra il 1892 e il 1895 e, nel 1894, fu assistente segretario della Commissione Reale sull'Oppio presieduta da suo padre.
Capitano del Queen's Own West Kent Yeomanry il 19 gennaio 1898, dopo lo scoppio della seconda guerra boera alla fine del 1899 Brassey si offrì volontario per il servizio attivo e il 28 marzo 1900 fu nominato Capitano della 69ª Compagnia (Sussex) degli Imperial Yeomanry. Partì da Southampton per il Sudafrica all'inizio di aprile del 1900 a bordo del sottomarino Carisbrooke Castle, accompagnato da sua moglie. Durante il suo soggiorno in Sudafrica prestò servizio come Commissario Civile ad interim per il governo britannico a Pretoria nel 1901, a seguito della resa della città da parte dei Boeri l'anno precedente.
In seguito, nel 1910 divenne tenente colonnello al comando del reggimento West Kent Yeomanry, ritirandosi nel maggio 1914. Nel 1909 gli fu conferita la Territorial Decoration e, dopo lo scoppio della prima guerra mondiale, costituì un secondo battaglione per questo reggimento destinato al servizio in patria, che comandò fino al 1916 e rimanendo nella Riserva della Territorial Force. Fu inoltre assegnato al Royal Engineers Transport Staff, e il suo servizio gli valse due medaglie per campagne, sebbene non sia indicata la località del servizio che le qualificava.
Fu editore del The Naval Annual dal 1892 al 1899 e poi, da solo o in collaborazione con John Leyland, dal 1902 al 1914, e infine nel 1919.
Si candidò senza successo al Parlamento come liberale per il collegio di Epsom nel 1892 e per Christchurch nel 1895 e nel 1900. In quest'ultima elezione generale sfidò Kenneth Robert Balfour e, dopo un risultato serrato e contestato, i loro nomi furono dati a strade adiacenti nella circoscrizione. Tentò nuovamente senza successo di essere eletto nel collegio di Devonport nel 1902. Fu sindaco di Bexhill-on-Sea nel 1909 e servì come Deputy Lieutenant e giudice di pace per il Sussex.
Brassey fu direttore generale di aziende minerarie e di fusione del piombo nell'Italia continentale e in Sardegna come la miniera di Ingurtosu, all'interno del comune di Arbus, in Sardegna. Fu poi nominato Cavaliere di Grazia dell'Ordine di San Giovanni e Commendatore dell'Ordine della Corona d'Italia.
Il 28 febbraio 1889 Brassey sposò Lady Idina Mary Nevill, figlia di William Neville, I marchese di Abergavenny, dalla quale però non ebbe figli. Nel 1918 ereditò il titolo del padre, che gli permise di sedere nella Camera dei lord. Morì senza avere discendenti a 56 anni nel novembre 1919, dopo essere stato investito da un taxi; con la sua morte, tutti i titoli ereditati si estinsero. Fu sepolto a Catsfield, nel Sussex. La contessa Brassey invece morì nel febbraio 1951 all'età di 85 anni.